# 窄紋獅子魚
窄紋獅子鱼，为輻鰭魚綱鮋形目杜父魚亞目狮子鱼科的其中一種。分布於西北太平洋區的日本東北部海域，屬底棲性魚類，棲息在水深3至379公尺的水域，體長可達7.8公分，生活習性不明。